# Mara Cruz
Mara Cruz (eigentlich María Isabel Palomo González, * 24. März 1941 in Madrid) ist eine spanische Schauspielerin.

## Leben
Cruz war Schülerin des „Instituto de Investigaciones y Experiencias Cinematográficas“ (IIEC) in ihrer Geburtsstadt Madrid. Sie drehte in ihrer von 1957 bis 1976 währenden Karriere 35 Filme, gelegentlich auch Fernsehproduktionen, außer in ihrem Heimatland häufig in Italien; ihre Bekanntheit konnte sich jedoch nicht mit der ihrer Kolleginnen Sara Montiel und Carmen Sevilla messen.

## Filmografie (Auswahl)
- 1958: Die Sklavenkarawane
- 1958: Aufstand der Gladiatoren (La rivolta dei gladiatori)
- 1959: Der Löwe von Babylon
- 1962: Nur tote Zeugen schweigen
- 1965: Johnny West und die verwegenen 3 (Johnny West il mancino)
- 1966: Frauen, die durch die Hölle gehen (Las siete magníficas)
- 1967: Dos cruces en Danger Pass
- 1967: Die Rache des Pancho Villa (Los 7 de Pancho Villa)
- 1975: Der gelbe Koffer (Con la música a otra parte)
- 1976: El misterio de la perla negra